# Schlins
Schlins é um município da Áustria, situado no distrito de Feldkirch, no estado de Vorarlberg. Tem 6,03 km² de área e sua população em 2019 foi estimada em 2.480 habitantes.